# Операция «Животные»
Операция «Животные», Операция Animals (англ. Operation Animals) — широкомасштабная операция, проведенная в годы Второй мировой войны в оккупированной Осью Греции британским Управлением специальных операций (SOE) совместно с греческими партизанскими армиями ЭЛАС и ЭДЕС, а также небольшими местными организациями греческого Сопротивления. В рамках операции американская авиация совершила бомбёжки трёх аэродромов на территории Греции.
Целью операции длившейся с 1 июня по 11 июля 1943 года было ввести в заблуждение германское командование о предстоящей союзной высадке в Греции, вместо планировавшейся в действительности высадке в Сицилии.
В историографии греческого Сопротивления операция иногда ошибочно именуется «Операция Ноев ковчег» («Operation Noah’s Ark») по имени операции в поддержку действительно планировавшейся, но не осуществлёной, союзной высадки в Греции в 1943-44 годах.

## Предыстория
30 сентября 1942 года на западе Средней Греции с воздуха была выброшена небольшая (12 человек) группа британского Управления специальных операций (SOE), которую возглавлял подполковник (позже повышенный в бригадиры) «Эдди» Майерс (Edmund Charles Wolf Myers).
SOE поставила группе две задачи — непосредственно военную (Операция «Харлинг» (англ. Operation Harling), прервать железнодорожное сообщение на линии Салоники — Афины, что имело большое значение в период когда германо-итальянские войска подошли к границам Египта, и прозондировать военно-политическую обстановку в оккупированной Осью Греции, где в греческом Сопротивлении уже доминировала прокоммунистическая ЭЛАС. К тому же
и сама Операция «Харлинг» была невозможна без масштабного участия в ней греческих партизанских соединений.
25 ноября 1942 года в ходе совместной операции группы SOE, отрядов ЭЛАС и ЭДЕС, был разрушен железнодорожный виадук на реке Горгопотамос в Центральной Греции.

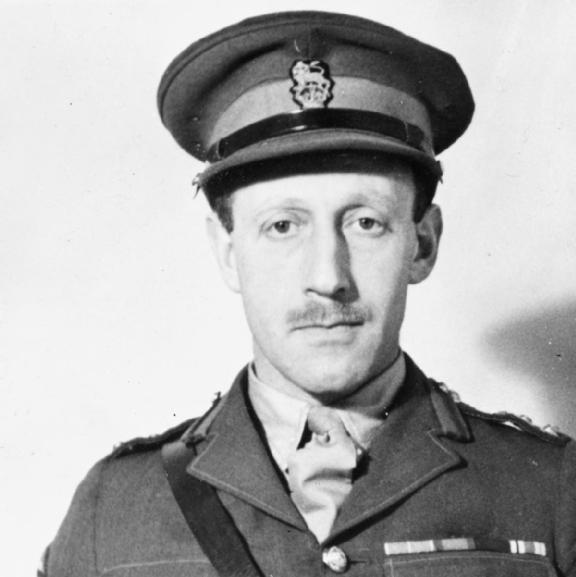
Эдди Майерс.

Диверсия стала большим успехом для SOE, поскольку была самой большой из всех подобных операций, проведённых «Управлением» до того. Хотя её первоначальная военная цель — как-то прервать снабжение войск Роммеля — утратила свою важность после победы союзников при Эль-Аламейне, она раскрыла потенциал больших партизанских акций, обеспечивающих стратегические цели союзников, и дала моральный импульс оккупированной Греции.
Мост был восстановлен итальянским инженерным батальоном за 19 дней.
Миссия Harling не была отозвана, как предполагалось первоначально, согласно британским историкам, но получила инструкцию остаться и образовать «Британскую военную миссию в Греции». Историк Т. Герозисис напротив считает что и первоначально основной задачей была не операция Harling, а создание миссии, и использует фразу «якобы предполагалось отозвать»:604.

## Стратегические предпосылки операции
К концу 1942 года продолжающиеся успехи союзников в Северной Африке позволили обратиться им к планам о высадке в Европе. Англичане сочли что вторжение во Францию из Британии не могло состояться раннее 1944 года и британский премьер У. Черчилль выдвигал идею использовать союзные силы которые находились в Северной Африке для атаки на «мягкое подбрюшье» Европы — на Балканы. У союзников были две альтернативы.
Первым выбором была Сицилия, поскольку контроль над этим островом обеспечивал также контроль Центрального Средиземноморья флотом союзников и и позволил бы вторжение в континентальную Европу через Италию
Вторым выбором была высадка в Греции и наступление на Балканы и блокирование германских сил между наступающими англо-американцами и советской армией..
В январе 1943 года на конференции в Касабланке союзники приняли решение совершить высадку в Сицилии, причём не позже июля того же года.
Однако выбор был настолько ожидаемым, что Черчилль (якобы) заявил что «Все кроме какого либо идиота знают что это будет Сицилия» и что подготовку войск к этой высадке нельзя будет скрыть от противника
А. Гитлер опасался высадки союзников на Балканы, поскольку регион являлся источником сырья для немецкой военной промышленности, включая медь, бокситы, хром. Союзники знали об опасениях Гитлера и предприняли дезинформационную операцию Барклей (Operation Barclay) — операцию ввода в заблуждение, чтобы использовать эти опасения и убедить немцев что целью являются Балканы, с тем чтобы оставить Сицилию с меньшими силами против тех которыми она могла располагать.
Чтобы подтвердить что целью является Восточное Средиземноморье, союзники ораганизовали в Каире штаб вымышленной XII армии, которая якобы насчитывала 12 дивизий. В Сирии состоялись военные манёвры с раздутыми цифрами сил за счёт муляжей танков и бронетехники, способных ввести в заблуждение наблюдателей. Были мобилизованы греческие переводчики и союзники начали собирать греческие карты и денежные купюры, в то время как штаб XII армии передавал фальшивую информацию о передвижениях войск. Одновременно союзное командование в Тунисе — где находился штаб готовивший высадку в Сицилию — уменьшил радиосвязь и там где это было возможно перешёл на связь по стационарным линиям.

## Накануне союзной высадки в Сицилии
29 мая, глава британской миссии в Греции, Eddie Myers, был оповещён из Каира что вторжение в Сицилию состоится во вторую неделю июля и получил приказ оповестить греческие организации о организации масштабной диверсионной операции по всей стране.
По поручению штаба союзников в Каире, он запросил командование ЭЛАС и других организаций Сопротивления интенсифицировать свою деятельность.
ЭЛАС и другие организации приняли запрос союзного штаба и целенаправленно интенсифицировали свои операции в период с начала июня по 14 июля 1943 года:
Самая громкая операция, по сути до официального начала Операции Animals, состоялась в ночь с 1 на 2 июня в Средней Греции, в Курново.

## Операция в Курново
Помня о блестящем результате по взрыву моста Горгопотамоса, совершённого вместе с греческими партизанами в ноябре 1942 года, Майерс решил вновь взорвать этот восстановленный к этому времени мост или, если это не будет возможным, взорвать мост над горной рекой Асопос, на том же участке линии Афины — Салоники.
Не располагая для этой операции собственными силами и ссылаясь на необходимость получения по воздуху необходимого горнолазного снабжения, Мейер обратился к штабу ЭЛАС с просьбой совершить атаку на мост, чтобы получить возможность его взрыва.
Мост охранял немецкий гарнизон, создавший сеть заграждений и дотов и доступ к нему для атаки был возможен только с двух сторон вдоль линии и на ширину железнодорожного полотна.
Командующий ЭЛАС, генерал С. Сарафис, счёл что атака на мост по железнодорожной линии выкопанной на отвесной скале вдоль её средней высоты, против обороняющихся с подготовленных позиций и дотов, повлечёт неоправданно большое число потерь.
Сарафис предложил атаковать туннель Курново (длиною в 510 метров), который вёл к мосту над рекою Асопос.
Майер согласился и снабдил ЭЛАС необходимой для этой операции взрывчаткой.

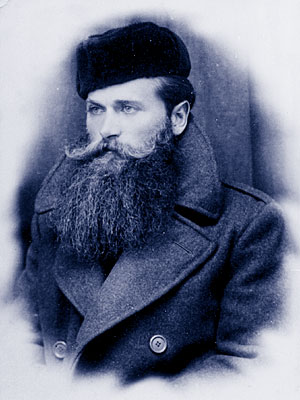
Спирос Бекиос

Ночью 1 июня, группа сапёров ЭЛАС, руководимая «капитаном Ламбросом» (С. Бекиос), сопровождаемая 250 партизанами, взорвала туннель, в момент когда через него проходил состав с боеприпасами и итальянскими солдатами. Погибли до 300 итальянских солдат (Сарафис пишет «сгорели до 600 итальянцев», включая одного генерала):77.

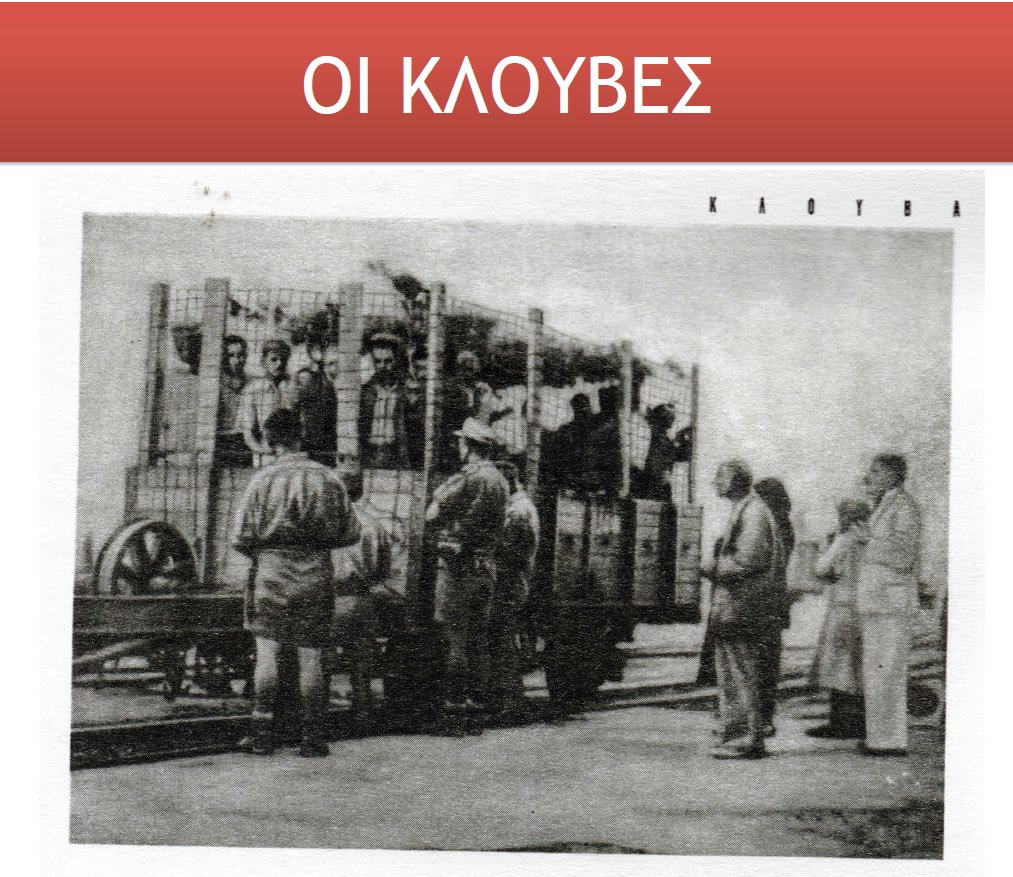
«Клетка»

Погибли также 60 греческих железнодорожников и заключённых смертников «клувитес» (перевозимых в носовом вагоне-клетке, во избежание возможной диверсии).

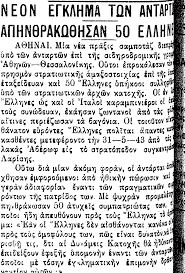
Передовица газеты «Неологос»

Оккупационная газета «Неологос» озаглавила свою передовицу «Новое преступление партизан — 50 греков сожжены», но ограничилась упоминанием о погибших 50 заключённых и «сопровождавших их итальянских карабинеров».

## Развёртывание операции
Разрушение туннеля и уничтожение железнодорожного состава в Курново стали своего рода сигналом для развёртывания масштабной операции.
- 5 июня отряд ЭЛАС атаковал позиции итальянцев у села Павлиани на северо-востоке Средней Греции. Несмотря на поддержку авиации итальянцы потерпели поражение потеряв 80 человек убитыми и 23 пленных. Не имея возможности взять их с собой, греческие партизаны оставили в селе Павлиани 35 раненных итальянцев, которых позже подобрали подошедшие итальянские части[16].
- 8-9 июня, в двухдневном бою у входа в ущелье Порта, на западе Фессалии, 150 партизан ЭЛАС и 100 местных резервистов, отразили атаку 4500 итальянцев (2 пехотных батальона, две сотни из кавалерийского полка Аоста, 2 роты арумынских легионеров, 1 батарея полевой артиллерии) поддерживаемых с воздуха 4 бомбардировщиками), и не дали им возможность войти в ущелье и начать карательную операцию в предгорьях Пинда[17].
- 17 июня отряд партизан из организации ЭДЕС, атаковал итальянскую колонну на шоссе Арта — Яннина.
- 20 июня 5 мостов и 4 км железнодорожных путей были взорваны на линии Катерини-Ламия.
- В районе города Литохоро один из отрядов ЭЛАС Македонии нейтрализовал гарнизон одного из мостов и патруль жандармерии, прежде чем взорвать сам мост.
- телефонная линия между Козани и городом Сервиа в Западной Македонии была разрушена у Петрана.
- с началом операции в Македонии немцы усилили свои гарнизоны, арестовали сотни греческих граждан, вынуждая их искать мины с риском для своей жизни. Они должны были прощупывать шестами полотно вокруг рельсов, а затем разоружать мины.

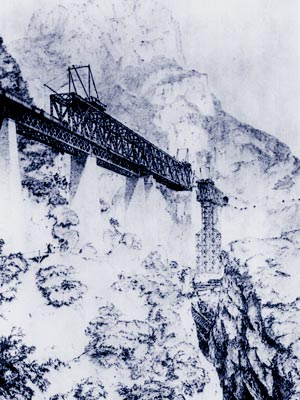
Мост над рекой Асопос

- 20 июня группа 6 офицеров SOE сумела незаметно от немецкой охраны взобраться по крутому склону и заложить взрывчатку на северном участке моста над рекой Асопос.

Хотя при взрыве немцы не понесли потерь в живой силе, взрыв прервал сообщение между северной и южной Грецией до 28 августа.
По получении сообщения о разрушении моста А. Гитлер выразил неудовлетворение уровнем защиты железнодорожной сети Греции, признавая в то же время, что подобных действий нельзя избежать полностью. Историк Дорданас считает что именно эта диверсия официально является началом операции Animals.
Мост был восстановлен немцами, но был вновь взорван ими, при отступлении немецких войск из Греции в октябре 1944 года.
- 21 июня механизированная колонна 117-й егерской дивизии была атакована сотней партизан ЭЛАС в ущелье Сарантапоро ведущем из Македонии в Фессалию. 11 немцев были убиты, 97 сдались в плен. Мост в Сарантапоро был разрушен, 64 грузовиков были уничтожены[20]

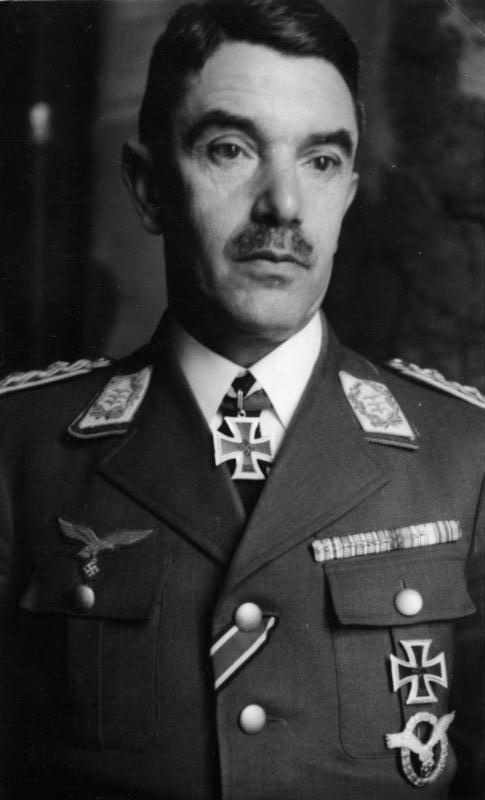
А. Лёр — командующий армейской группой Е

- Генерал А. Лёр в своих телеграммах между 22 и 23 июня информировал о систематическом разрушении транспортной сети и связи. Ежемесячный рапорт армейской группы Ε за июнь подтверждал их, добавляя что конкретные акции ставят своей целью изолировать юг Греции от остальной страны.
- Утром 24 июня 20 американских самолётов разбомбили аэродром в Салониках. Погибли 8 немецких солдат, и 70 были ранены. Взлётно-посадочные полосы и 70 % зданий были разрушены. 10 самолётов были уничтожены, 15 других были повреждены. Информация для наводки и бомбардировки была получена американской авиацией от салоникской подпольной организации «Зевс» (Δίας).
- 24 июня горнострелковая дивизия «Эдельвейс» получила приказ зачистить от мин горный проход Сарантапоро и установить временный мост.
- 25 июня немцы отбили атаку партизан на мост в Бралос. Саботаж партизан на железнодорожной линии Лептокарья-Литохоро не имел значительного успеха.
- 26 июня греческие партизаны убили Адольфа Эрсфелда (Adolf Ersfeld), командира 621-го армейского секретного полицейского подразделения на дороге Салоники-Эдесса.
- 27 июня в ходе авиационного налёта на аэродромы в Элевсине и в Каламаки были уничтожены 12 самолётов[21].
- 28 июня железнодорожная линия Лептокарья-Литохоро в Центральной Македонии была подорвана в 8 местах.
- 4 июля железнодорожная линия Лептокарья — Литохоро ещё раз подверглась диверсии. Железнодорожный состав с боеприпасами сошёл с рельсов и взорвался.
- 4 июля был атакован немецкий гарнизон между городом Катерини и селом Пиргетос.
- 10 июля у села Гурица Акарнании 75 партизан 2-го батальона ЭЛАС из штаба Трихониды и 14 бойцов т. н. «резервного ЭЛАС» (иррегулярные ополченцы) атаковали немецкую механизированную колонну. Были убиты 122 немецких солдат, 9 были взяты в плен[14]:103.
- 11 июля был взорван мост в 25 км к западу от Ламии, в момент когда по нему проходила колонна грузовиков с 25 тоннами боеприпасов. В тот же день Майерс информировал о сворачивании операции, поскольку высадка в Сицилии началась.[22]
- Однако сворачивание операции не означало резкого прекращения боёв. Всего через 2 дня, 13 июля, уже на юге Греции и в ходе отражения карательной операции предпринятой итальянской дивизией «Пьемонте», отряды 12 полка ЭЛАС, вместе с «резервистами» соседних деревень атаковали у села Леонтио, Пелопоннес колонну 3-го батальона из 3-го полка итальянской дивизии, насчитывающую 300 человек. В ходе 16-часового боя итальянский батальон был разгромлен, 26 солдат были убиты, 39 ранены, 150 были взяты в плен несколько десяткам удалось бежать. В числе пленных был командир батальона, Леон Гаспаро[14]:105.

## Репресии, расстрелы и карательные операции
Обычной практикой оккупационных властей в ответ на действия греческих партизан, были расстрелы на местах атак и диверсий либо жителей близлежащих населённых пунктов:175, либо заложников из числа политических заключённых тюрем и концлагерей:245.
Оккупационные власти ответили на масштабную операцию греческих партизан и союзников всплеском террора и карательных мер.
Издание компартии 1998 года, в третьем томе посвящённом массовым расстрелам 1943 года пишет что «вся Греция превратилась в бескрайнее место (пространство) расстрелов»:11.
- Расстрел в Курново 106 греческих коммунистов и других лиц греческого гражданского населения, был совершён 6 июня 1943 года, недалеко от разрушенного туннеля у Курново на горе Отрис[24].

- 26 июня, в ответ на убийство Адольфа Эрсфелда (Adolf Ersfeld) командира 621-го армейского секретного полицейского подразделения были расстреляны 50 заложников в Салониках[25].

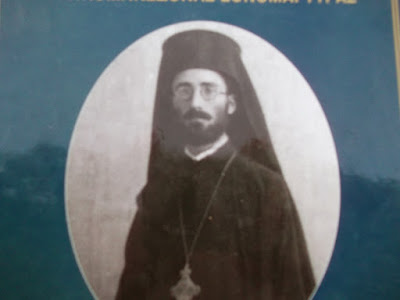
Расстрелянный в Салониках Архимандрит Иоаким (Люляс)

- 1 июля немецкая горнострелковая дивизия «Эдельвейс» и 2 итальянских полка начали анти-партизанскую операцию в регионе города Сервиа, Центральная Македония, переросшую в карательную операцию. Их экспедиция продлилась до 5 июля, в результате которой были сожжены 16 сёл и убиты 92 жителей. После чего регион был объявлен мёртвой зоной и контроль которой перешёл к колаборационистам Г. Пулоса.

Выведенная с Кавказа весной 1943 года и почти сразу по прибытии в Грецию, в ходе карательных операций против греческих партизан, горнострелковая дивизия «Эдельвейс» сожгла сёла Кали Вриси, Мази, Айдонохори, Василико, Кефаловрисо на греко-албанской границе и завершила свою первую серию зверств на греческой территории расстрелом 153 жителей и сожжением села Муссиотица недалеко от города Янина, а также и в тот же день ещё 69 человек в трёх соседних сёлах
- 4 июля в ответ на уничтожение железнодорожного состава с боеприпасами была расстреляна группа заложников в Салониках и частично разрушен городок Литохоро.
- 11 июля в ответ на уничтожение моста и грузовиков с боеприпасами в 25 км к западу от Ламии, была расстреляна группа греческих гражданских лиц.

## Успех операции
На момент свёртывания операции, основные её цели были достигнуты.
А. Гитлер и германское командование были введены в заблуждение о ожидаемой высадке союзников в Греции.
В ходе операции Гитлер перебросил в Грецию до 70 тысяч солдат, включая элитные части, что подтверждало успех этой союзной англоамериканской и греческой операции.
Даже после начала высадки в Сицилии, командование германской армейской группы Е некоторое время ожидало вторую высадку, на этот раз на юге Греции и при поддержке греческих партизан.
Греческое Сопротивление внесло заметный вклад в успех высадки в Сицилии, но этот вклад был оплачен жизнями сотен греческих граждан и десятками сожжённых деревень.
Несмотря на успешное завершение операции, фельдмаршал Генри Уилсон признал что гражданское население пострадало от ответных немецких репрессий. Историк С. Дорданас пишет, что отчасти это связано с «неэффективным планированием» (прокоммунистической) ЭЛАС, которая не предоставила гражданскому населению достаточной информации о немецких репрессиях. Историк не выдвигает подобных претензий ни англичанам, ни организациям правой политической ориентации, что вписывается в послевоенный тезис о том, что за карательные действия оккупантов ответственность несёт (про)коммунистическая ЭЛАС

## Последующие события
По завершении операции Греция на время потеряла своё стратегическое значение для союзников
С другой стороны германское командование искало пути высвободить часть своих боевых соединений из Греции. На всём протяжении войны греческое Сопротивление сковывало 10 немецких дивизий в континентальной Греции (140 тыс. человек) плюс немецкие силы на Крите и других островах, а также 250 тыс. итальянцев (11-я армия (Италия)).
Необходимость освобождения боевых частей для отправки на Восточный и другие фронты вынудила германское командование предоставить возможность своим болгарским союзникам расширить зону оккупации на греческие регионы Центральная Македония и Западная Македония.
При этом германское командование, осознавало исторически сложившиеся, в отличие от дружественных греко-сербских отношений, недружественные греко-болгарские отношения (в докладе офицера Вермахта Венде «ненавистные болгары»).
В разгар «операции Животные», 7 июля, ЭЛАС и гражданский Освободительным Фронт (ЭАМ) своей листовкой информировали греческий народ о угрозе, нависшей над Македонией. «Вся Македония предоставляется болгарским зверствам… Болгарская армия развёртывается восточнее реки Аксиос. Сотням тысяч греков — трети греческого населения — в этом углу греческой земли, политой кровью, угрожает истребление. Гонения и массовая резня распространятся на всю Македонию… Дрожа от роста партизанских сил, гитлерофашистский зверь, не располагая достаточными силами противостоять партизанам, пускает на Грецию болгарские орды, отдаёт всю Македонию на истребление звериному империализму».
С 11 июля, день официального сворачивания «операции Животные», волна демонстраций и забастовок охватила македонские города Лангадас, Эдеса, Науса, Верия, Аридеа, Янница, Флорина, Птолемаида, Козани и другие.
Решающее выступлению состоялось в столице. Демонстрация против расширения болгарской зоны оккупации 22 июля, несмотря на жертвы среди демонстрантов (53 убитых) сорвала расширение болгарской зоны и высвобождение германских сил.
После последовавшего сразу после этих событий выхода Италии из войны, часть итальянских соединений продолжила войну на стороне Германии. Бо́льшая часть итальянцев сдалась немцам и была интернирована. Некоторые части были истреблены немцами либо сдались греческим партизанам.
Не пытаясь более высвободить войска за счёт расширения болгарской зоны, германское командование было вынуждено перебросить в Грецию немецкие части из других европейских стран и одновременно также частично решить проблему за счёт переброски в Грецию частей из немецких штрафников (Штрафная дивизия 999), а также «иностранных» соединений — такие, как батальон особого назначения «Бергманн», Арабский легион «Свободная Арабия» и других.

## Политические последствия
Кроме военных целей, операция Animals преследовала также политические цели.
В разгар «Операции», 5 июля 1943 года, командование ЭЛАС за подписью генерала С. Сарафиса и А.Велухиотиса и Майерса, как представителя штаба союзников на Ближнем Востоке подписали договор, согласно которому ЭЛАС становился соединением штаба союзников, а миссия Майерса получала статус инстанции разрешующей возможные конфликты ЭЛАС с другими организациями.
Операция способствовала расширению организаций Сопротивления правой политической ориентации таких как ЭДЕС и ΥΒΕ (Защитники Северной Греции), компенсируя доминирование ЭЛАС
В рамках общих усилий, руководство ΥΒΕ согласилось принять участие в вооружёной борьбе создав партизанские зоны в сельских районах. В июле 1943 года, ΥΒΕ была переименована в ΠΑΟ (Πανελλήνια Απελευθερωτική Οργάνωση — Всегреческая освободительная организация)
ΠΑΟ сумела получить поддержку тюркоязычных понтийских греков (беженцев из Понта), которые сохраняли свои сети Сопротивления и были также антикоммунистами.
В августе бойцы ЭЛАС в регионе города Килкис потребовали от ПАО сдачи оружия. Такая же попытка в отношении тюркоязычных понтийцев привела к убийству 7 местных командиров ЭЛАС в селе Имера, Западная Македония.
До конца месяца столкновение переросло в маленькую гражданскую войну, которая длилась до декабря. ЭЛАС ликвидировала вооружённые отряды ΠΑΟ.
После чего последовали столкновения с отрядами ΕΚΚΑ и ЭДЕС в попытке стабилизировать свою позицию до ожидаемого возвращения короля Георга против чего руководители ЭЛАС категорически возражали
В январе 1944 года, несколько сотен остававшихся при оружии бойцов ΠΑΟ запросили помощь немецких властей и трансформировались в отряды коллаборационистов, принимая участие вместе с немцами в боях против ЭЛАС.
С этого .момента ΠΑΟ действовал под прикрытием Батальонов безопасности коллаборационистов, принимая также участие в зверствах против населения
Несмотря на все усилия англичан, ЭЛАС оставалась доминирующей силой греческого Сопротивления до конца войны. Декабрьские события в Афинах (1944) и последовавшее Варкизское соглашение значительно ослабило позиции коммунистов, в то время как (вос)содаваемые Греческие армия и жандармерия включили в свой состав членов антикоммунистических организаций, включая и бывших колаборационистов.
Последовавшая Гражданская война в Греции (1946-49) завершилась поражением коммунистов
В то время как в годы Гражданской войны преследовались бывшие бойцы ЭЛАС, для членов антикоммунистических организаций типа ПАО запятнавших себя сотрудничеством с оккупантами, участие в операции Animals стала своего рода индульгенцией, давшей им впоследствии право для получения пенсий как участникам Сопротивления, получив соответствующие британские свидетельства.